# Agrodiaetus turanensis
Agrodiaetus turanensis är en fjärilsart som beskrevs av Furst. Agrodiaetus turanensis ingår i släktet Agrodiaetus och familjen juvelvingar. Inga underarter finns listade i Catalogue of Life.